# Задушники (Підкарпатське воєводство)
Задушники (пол. Zaduszniki) — село в Польщі, у гміні Падев-Народова Мелецького повіту Підкарпатського воєводства.
Населення — 237 осіб (2011).
У 1975-1998 роках село належало до Тарнобжезького воєводства.

## Демографія
Демографічна структура станом на 31 березня 2011 року:
|          | Загалом | Допрацездатний вік | Працездатний вік | Постпрацездатний вік |
| -------- | ------- | ------------------ | ---------------- | -------------------- |
| Чоловіки | 119     | 20                 | 82               | 17                   |
| Жінки    | 118     | 22                 | 68               | 28                   |
| Разом    | 237     | 42                 | 150              | 45                   |